# Palmer Raids

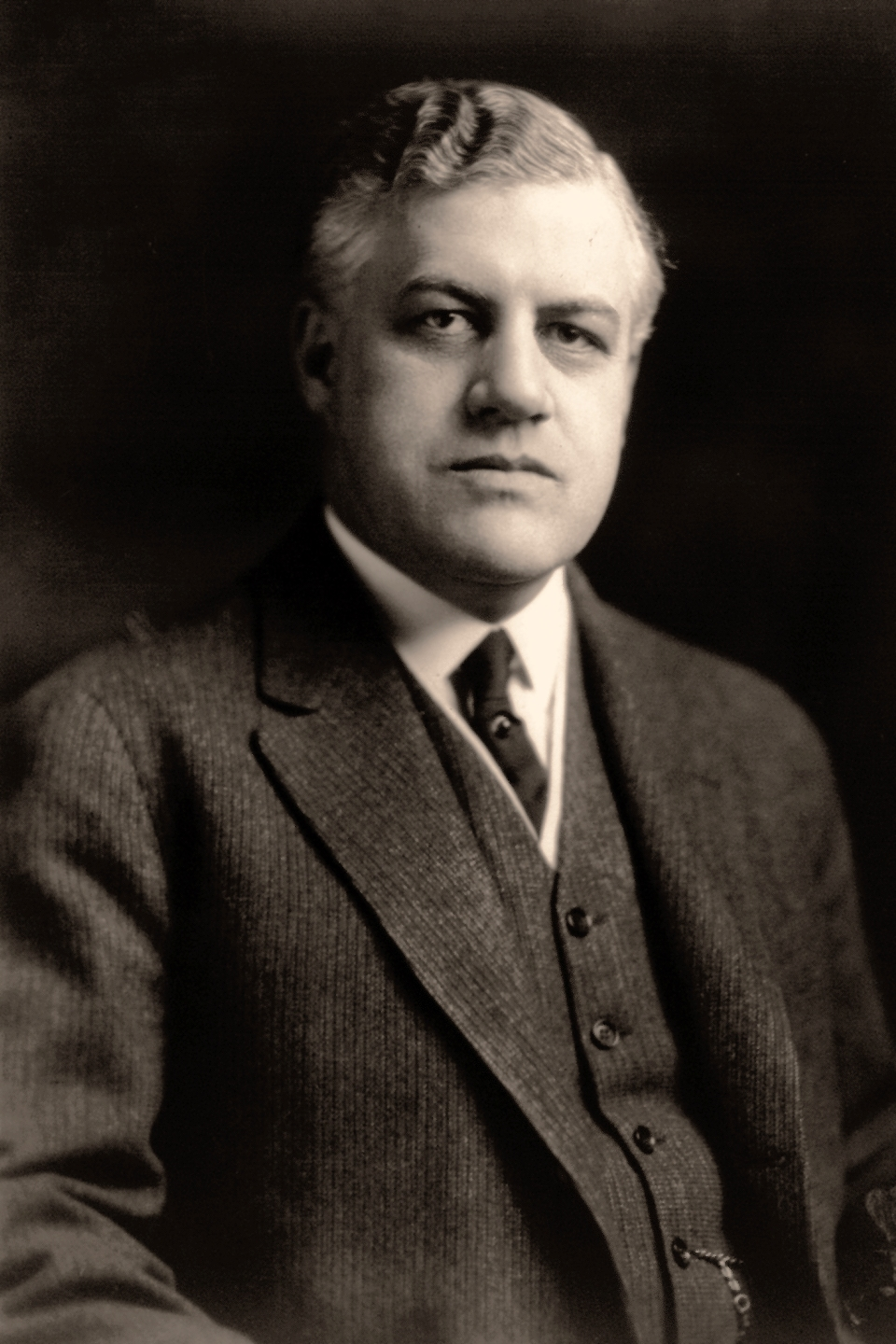
Alexander Mitchell Palmer (1919)

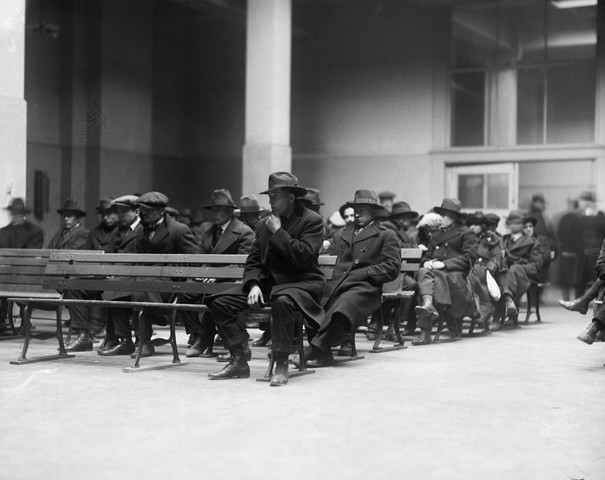
Festgenommene warten am 3. Januar 1920 in Ellis Island auf ihre Deportation

Die Palmer Raids (deutsch: Palmer-Razzien) waren eine zwischen 1918 und 1921, während der ersten sogenannten Roten Angst, stattfindende Verfolgungswelle in den USA gegen US-Bürger und Einwanderer, denen eine kommunistische und sozialistische Einstellung unterstellt wurde. Die Palmer Raids wurden nach Alexander Mitchell Palmer, dem Justizminister unter Woodrow Wilson, benannt.
Palmer war der Überzeugung, dass der „Kommunismus sich in die Heimstätten der amerikanischen Arbeiter fraß“ und dass die Sozialisten für die meisten sozialen Probleme des Landes verantwortlich seien. Unmittelbarer Auslöser des Dissenses war die Oktoberrevolution 1917 im Russischen Kaiserreich.
Das Repräsentantenhaus verweigerte 1919 Victor L. Berger, dem Abgeordneten der Sozialistischen Partei Amerikas aus Wisconsin, wegen seiner sozialistischen Einstellung, seiner Kriegsgegnerschaft und seinen deutschen Wurzeln zweimal den errungenen Sitz.
Am 2. Juni 1919 explodierte daraufhin eine Serie von Bomben in acht amerikanischen Städten, von denen eine Palmers Haus leicht beschädigte. Mittels eines Spionagegesetzes von 1917, des Anarchist Exclusion Act und eines weiteren gegen Aufruhr von 1919 ermittelten und verfolgten Palmer und sein 24-jähriger Assistent J. Edgar Hoover daraufhin Anarchisten und Linke. Victor Berger wurde wegen Aufruhrs zu 20 Jahren Gefängnis verurteilt.
Hoover ermittelte 150.000 Personen in einer neu gegründeten Abteilung des Bureau of Investigation (BOI), die zahlreiche Razzien in Gewerkschaftshäusern sowie den Zentralen der kommunistischen und sozialistischen Parteien durchführte. 249 Menschen wurden verhaftet, darunter bekannte Anarchisten wie Emma Goldman und Alexander Berkman, und mit dem Schiff USAT Buford nach Russland abgeschoben. Im Januar 1920 wurden 6000 weitere Personen, zumeist Mitglieder des Industrial Workers of the World (IWW), verhaftet, davon 4000 in einer Nacht. Alle Ausländer wurden deportiert. Palmer und Hoover organisierten damit die größte Massenverhaftung in den USA, insgesamt etwa 10.000 Menschen.
Die Öffentlichkeit stand anfangs hinter den Übergriffen. Als die von Palmer für den 1. Mai 1920 vorausgesagte kommunistische Revolution ausblieb, erhoben sich kritische Stimmen über die Missachtung der Bürgerrechte, was kurze Zeit später auch zur Gründung der American Civil Liberties Union (ACLU) führte. Palmer wurde vorgeworfen, die Rote Gefahr absichtlich beschworen zu haben, um als Präsidentschaftskandidat für die Demokratische Partei aufgestellt zu werden. Er verlor die Nominierung.
Viele der Deportierten wurden Staatsbürger der Sowjetunion und später unter Stalin als potentielle Verräter erschossen; andere waren vom Bolschewismus enttäuscht und verließen das Land bald wieder.